# Hans-Ulrich Klose (homme politique, 1935)
Pour les articles homonymes, voir Klose.
Ne doit pas être confondu avec Hans-Ulrich Klose.
Hans-Ulrich Klose, né le 29 mars 1935 à Rüdersdorf bei Berlin et mort le 7 février 2022 à Korschenbroich, est un homme politique de la CDU en Rhénanie du Nord-Westphalie.

## Biographie
Après avoir obtenu son diplôme d'études secondaires en 1954, Klose étudie le droit, l'économie et les sciences politiques à Berlin et Cologne, où il rejoint l'association étudiante AV Cheruscia Cologne au DWV. Klose passe le premier examen d'État en droit en 1960, suivi d'un doctorat en droit en 1963 et le deuxième examen d'État en droit en 1965. Il devient ensuite juge au tribunal social. De 1970 à 1998, Klose est conseiller juridique à la Chambre des pharmaciens du Rhin du Nord.
Klose est membre de la CDU de l'Est depuis 1952. En raison de ses contacts avec la CDU de l'Ouest, il est espionné par la Stasi. En 1956, il est arrêté et condamné à un an de prison à la prison de Brandebourg en tant qu'«ennemi public de la RDA». Il trouve ensuite une nouvelle maison à Korschenbroich près de Neuss. En 1961, il y est élu pour la première fois pour la CDU au conseil d'arrondissement. Il est président du comité social et sanitaire de l'arrondissement depuis plus de 50 ans. En 2004, il est élu premier administrateur adjoint de l'arrondissement.
Du 25 juillet 1966 au 22 mai 2005, il est député du Landtag de Rhénanie-du-Nord-Westphalie dont il est vice-président du 5 mai 1982 au 2 juin 2000. Klose est également conseiller juridique du groupe parlementaire CDU et, de 1994 à 1999, il est membre du conseil et maire de la ville de Korschenbroich, où il réside.
En plus de ses activités politiques, de 1964 à 2008, il a participé au presbytère de la paroisse protestante de Korschenbroich et au synode d'État de l'Église protestante en Rhénanie. Il est membre du synode du district de Gladbach-Neuss.
Klose est marié et père de deux enfants.

## Honneurs
- 1985: Officier de l'Ordre du Mérite de la République fédérale d'Allemagne
- 1990: Ordre du Mérite de Rhénanie du Nord-Westphalie